# Jurišinka
Jurišinka är ett berg i Kroatien.   Det ligger i länet Zadars län, i den södra delen av landet, 190 km söder om huvudstaden Zagreb. Toppen på Jurišinka är 674 meter över havet.
Terrängen runt Jurišinka är huvudsakligen kuperad. Runt Jurišinka är det mycket glesbefolkat, med 4 invånare per kvadratkilometer. Närmaste större samhälle är Benkovac, 11,7 km sydväst om Jurišinka. Trakten runt Jurišinka består till största delen av jordbruksmark.